# نخل مسافر
نخل مسافر (نام علمی: Ravenala madagascariensis) نام یک گونه از راسته زنجبیل‌سانان است.
این نخل زیبا یک گیاه گرمسیری و از خانواده پرنده بهشتی می‌باشد. شکل و حالت قرار گرفتن برگ‌ها این گیاه را بسیار زیبا و متمایز نموده است. ارتفاع این نخل به ۱۰ تا ۲۰ متر می‌رسد. برگ‌های این نخل به شکل یک بادبزن به صورت منظم کنار هم قرار گرفته‌اند و بخش پایانی هر برگ به رنگ زرد و نارنجی می‌باشد. طول برگ‌ها به بیش از ۴ متر می‌رسد.
این نخل دارای گل‌های سفید کوچکی بوده، که به به میوه‌های قهوه ای رنگی تبدیل می‌شوند و که در داخل آن بذرهای آبی رنگ این نخل زیبا قرار دارد.
این گیاه از نظر منطقه بندی کاشت جز منطقه ۹–۱۱ (-۵ درجه سانتی گراد، ۴ درجه سانتی گراد) در فصل زمستان می‌باشد. این گیاه در فصل سرما می‌بایست از یخ زدگی محافظت گردد، همچنین می‌توان در خانه یا گلخانه آن را پرورش داد. این نخل در خاک‌های لومی شنی و خاک‌های رسی مرطوب و مرغوب به خوبی رشد می‌کند.
خاک می‌بایست همیشه مرطوب باشد و نباید اجازه دهید بین هر دوره آب دهی خاک خشک گردد. این گیاه به کود به خوبی پاسخ می‌دهد، به خصوص اگر در طول فصل رشد میزان نیتروژن خاک بالا باشد شاخ و برگ‌های این نخل بهتر رشد خواهد نمود.
رشد این گیاه در آفتاب جزئی تا آفتاب کامل می‌باشد.